# Egumeno
Egumeno, hegumenos o Igumeno, ihumen (in greco ἡγούμενος?; in russo игумен?; in serbo игуман o iguman?) è il titolo con cui viene indicata la guida di un monastero nelle Chiese ortodosse, ruolo simile a quello di abate. Tale termine significa "colui che è in carica", "la guida" in greco. La persona a capo di un convento di monache è chiamata invece egumenia o ihumenia (Greco: hegumeni; Serbo: Игуманија o Igumanija; Russo: игумения). 
Egumeno sta inoltre ad indicare uno dei ranghi della gerarchia monastica ortodossa o dell'Oriente cristiano in generale. 
Inizialmente il titolo fu applicato in tutti i monasteri. Dopo il 1874, quando i monasteri russi furono secolarizzati e classificati in tre classi, il titolo di egumeno fu riservato solo per i monasteri appartenenti alla classe più bassa, la terza. L'abate dei monasteri delle prime due classi fu invece chiamato archimandrita.
I doveri di egumeni e archimandriti sono gli stessi, solamente durante il servizio religioso gli egumeni vestono un semplice mantello, mentre gli archimandriti ne indossano uno decorato con sacri testi, portano la mitra e tengono nella mano un bastone di legno lavorato (палица, "palitsa").
Nella Chiesa cattolica di rito bizantino il capo di un gruppo di monasteri raggruppato nello stesso territorio è chiamato Protoegumeno (Proto-ihumen, Protoihumen, Proto-egumeno).